# Сан-Николас, Луиджи
Луиджи Сан-Николас Схелленс (кат. Luigi San Nicolas Schellens; род. 28 июня 1992, Андорра-ла-Велья) — андоррский футболист, игравший на позиции нападающего. Выступал за сборную Андорры.
Его младший брат Мойзес является игроком клуба «Санта-Колома».

## Биография

### Клубная карьера
В 2012 году начал выступать за «Принсипат» в чемпионате Андорры. В 2013 году играл за «Санта-Колому» и вместе с командой стал серебряным призёром Примера Дивизио. Спустя год перешёл в «Андорру», которая выступала в низших дивизионах Испании. В 2014 году стал игроком «Ордино».
В 2015 году перешёл в «Лузитанс». В июле 2015 года дебютировал в еврокубках, сыграв в двух матчах против английского «Вест Хэм Юнайтед» в рамках первого квалификационного раунда Лиги Европы. По итогам двухматчевого противостояния андоррцы уступили со счётом (0:4). В сезоне 2015/16 «Лузитанс» стал серебряным призёром чемпионата, уступив лишь «Санта-Коломе». Луиджи сыграл в 14 играх и забил 4 гола. Летом 2016 года вновь сыграл в квалификации Лиги Европы, на этот раз его команда уступила словенскому «Домжале» (2:5 по сумме двух встреч).

### Карьера в сборной
Выступал за юношескую сборную Андорры до 17 лет и провёл шесть матчей в турнирах УЕФА. За сборную до 19 лет сыграл также в шести играх.
В составе молодёжной сборной Андорры дебютировал 11 августа 2010 года под руководством Хусто Руиса в рамках отборочного турнира на чемпионат Европы 2011 года среди молодёжных команд против Фарерских островов (1:3). Луиджи вышел на 77 минуте вместо Луиса Бланко. В квалификации к чемпионату Европы 2013 Сан-Николас забил гол в ворота Чехии, однако Андорра всё равно уступила (1:5). Второй свой гол Луиджи забил в следующей отборочной кампании в игре против Эстонии (1:1). Благодаря двум забитым мячам, Сан-Николас является лучшим бомбардиром андоррской молодёжной команды.

## Достижения
«Санта-Колома»
- Серебряный призёр чемпионата Андорры (1): 2012/13

«Лузитанс»
- Серебряный призёр чемпионата Андорры (1): 2015/16